# Louis-Alphonse de Ricaudy
Pour les articles homonymes, voir Ricaudy.
Louis-Alphonse de Ricaudy (Louis-Anselme-Alphonse de Ricaudy), né le 4 juillet 1789 à Sisteron, mort le 16 février 1856 à Perpignan, est un marin français, vice-amiral.

## Biographie
Louis-Alphonse est le fils de César de Ricaudy, avocat à la cour et de Césarine de Saizieu, la fille d'Antoine Étienne Lazare Barthélémy de Saizieu (consul de France à Tunis et baron d'Empire) et sœur de Louis François Richard Barthélémy de Saizieu.
Il s'engage en 1801, à 12 ans, comme mousse. Il est nommé aspirant le 17 septembre 1803.  Engagé sur la frégate Le Rhin, il participe à la campagne d'Amérique sous les ordres de l'amiral de Villeneuve. En 1805 il participe à la bataille du cap Finisterre, puis le 21 octobre 1805 à la bataille de Trafalgar. Il peut s'échapper mais sa frégate Le Rhin est capturée quelques mois aprè̠s, le 28 juillet 1806, par les Anglais. Il est prisonnier de guerre durant cinq ans en Angleterre. Il est libéré, par échange, en novembre 1811. 
Le 1er juillet 1815 il est nommé enseigne de vaisseau sur la goélette La Bacchante.  Nommé lieutenant de vaisseau en 1821, il est promu, la même année, chevalier de la Légion d'honneur. En 1830 il participe à la prise d'Alger, sur la frégate Belle-Gabrielle ; il commande une  compagnie de débarquement sur la plage de Sidi-Ferruch.  Sa  conduite durant cette campagne lui vaut le grade de capitaine de frégate le (2 octobre 1830). Le capitaine de Ricaudy commande alors la corvette de charge La Meuse puis la corvette de guerre l'Ariane avec laquelle il prend part à  une campagne, d'une durée de deux ans et demi, en Amérique du Sud, chargé d'une mission de protection et secours au commerce français sur les côtes du Brésil, du Chili et du Pérou. De retour en France, de Ricaudy, capitaine de vaisseau assure divers commandements avant d'être nommé, en 1842, à Toulon, directeur des mouvements du port.
En 1848, il commande une subdivision navale devant Venise, où sa conduite et ses services sont reconnus par le grade de contre-amiral qui lui est donné le 16 octobre 1848. Il est promu au grade de commandeur de la légion d'honneur par décret du 28 avril 1849.
Il quitte le service actif en juin 1853.
Deux de ses enfants sortiront de l'École navale et seront à leur tour officiers : Louis Théodore Bernard de Ricaudy (1834-1924) et Louis Alphonse Dominique de Ricaudy (1839-1898).
Sa fille Claire Alphonsine de Ricaudy épouse Raphael Vergès. De ce mariage naîtra Emmanuel Vergès De Ricaudy, régionaliste catalan de la région de Perpignan, qui a notamment dirigé la Caisse d'épargne de Perpignan et a été président de la Société d'Étude Catalane.

## Armoiries
| Figure | Blasonnement                                                                                            |
|        | D'azur, à la fasce accompagnée en chef de trois étoiles et, en pointe, d'un croissant, le tout d'argent |